# فرخنده خط‌سفید
فرخنده خط‌سفید (نام علمی: Tachyphonus rufus) نام یک گونه از سرده تندگوها است.